# Bactrocera citroides
Bactrocera citroides är en tvåvingeart som beskrevs av Drew 1989. Bactrocera citroides ingår i släktet Bactrocera och familjen borrflugor. Inga underarter finns listade.